# Sandro Puppo
Sandro Puppo (Piacenza, 1918. január 28. – 1986. október 16.) olasz labdarúgó-középpályás, edző.
Az olasz válogatottal aranyérmet szerzett az 1936. évi nyári olimpiai játékokon. A török válogatott edzőjeként részt vett az 1954-es labdarúgó-világbajnokságon is.